# Llonat
Llonat és un dels quatre nuclis de població que formen la comuna d'els Masos, a la comarca del Conflent, a la Catalunya del Nord. És el nucli que fa les funcions de centre administratiu, amb l'ajuntament, l'església i l'escola en una de les urbanitzacions properes.
Està situat cap al centre del terç nord de la comuna dels Masos; és el nucli més proper a la carretera general.
El 1035 consta com a Lunad en una donació que el comte Guifré II de Cerdanya va fer el 1035 a Sant Martí del Canigó.

## Edificis d'interès
L'església parroquial, dedicada actualment a la Mare de Déu de la Nativitat dels Masos, fou construïda al llarg del període 1636-1656. Substituí l'antiga església parroquial de la Mare de Déu del Roure, destruïda -com la resta del seu nucli- per una esllavissada el 1632. D'aquell temple romànic anterior en conserva la marededéu de Nostra Senyora i l'Infant (del s. XVI) i una estàtua de sant Domènec (del XV). Més moderns són els diversos retaules barrocs: el de l'altar major (del taller de Josep Sunyer i Raurell, fet pels voltants del 1700), dedicat a la Mare de Déu de la Querinyana (popularment, Crinyana); el del Crist (entre 1702), el de sant Miquel (1742), el del Roser (1772) i el de sant Josep (segle xviii).
Hi ha una menció del 1398 d'una primitiva església dedicada als sants Just i Pastor. Es tracta de la primitiva advocació de l'església parroquial.